# Asocijacija evropskih klubova
Asocijacija evropskih klubova (engl. European Club Association – ECA) telo je koje zastupa interese profesionalnih fudbalskih klubova u organizaciji UEFA. Jedino je takvo tijelo koje priznaje UEFA i ima članove u svakoj od njenih članica. Formirana je 2008. da zamijeni grupu G-14 i Forum evropskih klubova, koji su imali mali broj elitnih klubova i koju UEFA nije priznavala. Misija ECA-e jest da „stvori novi, demokratičniji model upravljanja koji istinski odražava ključnu ulogu klubova”.
Nakon ruske invazije na Ukrajinu 2022. godine, ECA je suspendovala svojih sedam ruskih članova - Zenit iz Sankt Peterburga, FK Spartak Moskva, Lokomotiva Moskva, CSKA Moskva, FK Krasnodar, Rubin Kazanj i FK Rostov.

## Istorija
Formirana nakon raspada grupe G-14 u januaru 2008, od ciklusa članstva 2013–15, ECA predstavlja 220 klubova, od kojih 106 redovnih i 114 pridruženih članova, s najmanje jednim iz svakog od 53 nacionalna saveza. Precizan broj redovnih članova iz svakog saveza koji je član UEFA-e određuje se svake dve godine na kraju UEFA-ine sezone na osnovu UEFA-ine rang-liste njenih članica prema sledećim principima:
| Pozicija nacionalnog saveza prema UEFA-inoj rang-listi | Broj redovnih članova ECA-e |
| 1 do 3                                                 | 5                           |
| 4 do 6                                                 | 4                           |
| 7 do 15                                                | 3                           |
| 16 do 28                                               | 2                           |
| 29 do 54                                               | 1                           |

Karl-Hajnc Rumenige je bio vršilac dužnosti predsedavajućeg ECA pre nego što je zvanično izabran na tu funkciju kad su se 103 člana ECA-e prvi put sastala 7. i 8. jula 2008. u sedištu UEFA-e u Nionu. Organizacijom trenutno predsedava Andrea Agneli.
Osim što je zamijenila grupu G-14, koja je raspuštena u korist ECA 15. februara 2008, nova ECA zamenila je i UEFA-in Forum evropskih klubova (kojim je takođe predsjedavao Rumenige). Taj forum je primjenjivao sličan proces odabira članova kao ECA, birajući 102 člana svake dve godine.
U aprilu 2021, nakon najave Evropske Super lige, nekoliko uključenih klubova dalo je ostavke iz ECA. ECA je kritikovala formiranje nove lige. UEFA je 7. maja 2021. odobrila mere reintegracije za devet klubova uključenih u to otcepljeno takmičenje.

## Dostignuća
Prema Memorandumu o razumevanju koji je UEFA potpisala 2008. godine, Asocijacija evropskih klubova je priznata kao jedino telo koje zastupa interese klubova na evropskom nivou. Kao deo Memoranduma o razumevanju, UEFA se takođe složila da svake četiri godine raspodeljuje iznos od Evropskog prvenstva UEFA nacionalnim asocijacijama kako bi se ta sredstva prenela na njihove klubove koji su doprineli uspešnom organizovanju Evropskog prvenstva. Ciljna suma za raspodelu za Evro 2008 je bila €43,5 miliona (US$62,8 miliona), sa isplatama izvršenim na bazi „po danu po igraču” od približno €4.000. Kao deo planiranih promena, UEFA i FIFA isto tako ispunjavaju niz obveza prema klubovima, uključujući finansijske doprinose za učestvovanje igrača na evropskim prvenstvima i svetskim kupovima, uz odobrenje njihovih respektivnih tela.
Obnovljeni Memorandum o razumevanju za period 2012–2018 je potpisan 22. marta 2012. između ECA i UEFA tokom XXXVI uobičajenog UEFA kongresa. Memorandum su potpisali ECA predsednik Karl-Hajnc Rumenige i UEFA predsednik Mišel Platini. Time se utire put za plodan odnos između evropskih klubova i evropskog fudbalskog upravnog tela, što odražava poboljšanu ravnotežu između nacionalnog tima i klupskog fudbala. Novi Memorandum o razumevanju zamenjuje Memorandum o razumevanju iz 2008. godine i bio je na snazi do 30. maja 2018. godine.
Kalendar međunarodnih utakmica
Kalendar međunarodnih utakmica je ključna tema diskusija, jer čini obveznim oslobađanje igrača nacionalnih reprezentacija za klubove tokom naglašenih datuma. Kalendar međunarodnih susreta za razdoblje od 2014. do 2018. se temeljio na konkretnom predlogu ECA i naporima posebne radne grupe koju čine predstavnici ECA, Evropske lige, FIFPro, i UEFA. Preporuke radne grupe, koje je FIFA prihvatila, omogućavaju u većoj meri balansirani sistem od devet dvostrukih aranžmana tokom dve godine bez pojedinačnih prijateljskih utakmica, i koristan je za klubove i nacionalne asocijacije.
Osiguranje za plata igrača
Program klubske zaštite, inicijalno uspostavljen u sponzorstvu UEFA za pokrivanje prvenstva Evro 2012 u Poljskoj i Ukrajini, je preuzet u ime organizacije FIFA nakon usvajanja na FIFA kongresu u Budimpešti u maju 2012. Njime su sad pokriveni svi klubovi koji oslobađaju igrače za mečeve nacionalnog A-tima koji su navedeni u Kalendaru međunarodnih utakmica, uključujući obavezu organizacije FIFA da osigura fudbalski turnir olimpijskim igrama. Program klubske zaštite pruža kompenzaciju za klubove u slučaju da igrači nacionalnog A-tima pri igranju za njihove nacionalne asocijacije dožive privremene ili totalne telesne povrede. Igrači su osigurani do maksimuma od jedne godine od dana prekoračenja perioda (= datum povrede + 27 dana) i na maksimum od €7,5 miliona.
Distribucija EURO beneficija
Kao što je predviđeno u Memorandumu o razumevanju iz 2008. godine između ECA i UEFA, Izvršni odbor UEFA je pristao da izdvoji sredstva od 43,5 miliona evra za Euro 2008 u Švajcarskoj i Austriji i 55 miliona evra za Euro 2012 u Poljskoj i Ukrajini. 
Sa obnavljanjem Memoranduma o razumevanju, beneficije za klubove koji su oslobodili igrače za Euro 2012 povećane su na 100 miliona evra i bilo je dogovoreno da se ponovo povećaju do 150 miliona evra za Euro 2016.

## Osnivači
Sledećih 16 klubova osnovalo je ECA-u 2008. godine:
| Belgija - Anderleht Danska - Kopenhagen Engleska - Čelsi - Mančester Junajted Francuska - Lion | Grčka - Olimpijakos Holandija - Ajaks Hrvatska - Dinamo Zagreb | Italija - Juventus - Milan Malta - Birkirkara Nemačka - Bajern Minhen | Portugal - Porto Škotska - Rangers Španija - Barcelona - Real Madrid |

## Literatura
- „How to switch to another language of UEFA.com – Inside UEFA”. UEFA. Архивирано из оригинала 9. 7. 2019. г. Приступљено 29. 4. 2021.
- „Čeferin elected as UEFA President”. UEFA. Архивирано из оригинала 18. 9. 2016. г. Приступљено 14. 9. 2016.
- UEFA.com. „National Associations | Inside UEFA”. UEFA.com. Приступљено 2022-07-28.
- „FIFA/UEFA suspend Russian clubs and national teams from all competitions”.
- uefa.com. „President – About UEFA – Inside UEFA”. UEFA.com. Архивирано из оригинала 1. 3. 2014. г. Приступљено 7. 7. 2018.
- „60 years at the heart of football” (PDF). UEFA. 18. 5. 2020. Архивирано (PDF) из оригинала 7. 2. 2019. г. Приступљено 18. 5. 2020.
- {{cite web |last=Vieli |first=André |location=Nyon |url=https://www.uefa.com/MultimediaFiles/Download/EuroExperience/uefaorg/General/02/22/46/45/2224645_DOWNLOAD.pdf |title=UEFA: 60 years at the heart of football |work=UEFA |page=169 |year=2014 |access-date=13 May 2020 |archive-url=https://web.archive.org/web/20190207025905/https://www.uefa.com/MultimediaFiles/Download/EuroExperience/uefaorg/General/02/22/46/45/2224645_DOWNLOAD.pdf |archive-date = 7. 2. 2019 |url-status=live }
- „UEFA marks ten years at headquarters”. UEFA. 2. 10. 2009. Приступљено 31. 8. 2021.
- „Fifa and Uefa suspend all Russian teams”. BBC Sport. Приступљено 2022-02-28.
- „FIFA/UEFA suspend Russian clubs and national teams from all competitions”. FIFA (Саопштење). 28. 2. 2022. Приступљено 28. 2. 2022.
- „Russia World Cup ban appeal rejected by CAS”. ESPN.com. 18. 3. 2022.
- „CAS 2022/A/8709” (PDF). Архивирано (PDF) из оригинала 15. 4. 2022. г.

## Spoljašnje veze
- Službeni sajt